# João Bernardo de Miranda
João Bernardo de Miranda (Caxito, 18 de julho de 1952) é um advogado, diplomata e político angolano. Foi Ministro das Relações Externas de Angola de janeiro de 1999 a outubro de 2008 e governador da província do Bengo de 2009 a 2017. Foi o Embaixador de Angola na França de 2018 a 2023.
É licenciado em direito e membro fundador da União dos Jornalistas Angolanos (UJA) e da antiga Associação dos Juristas Angolanos (AJA). Também é membro da União dos Escritores Angolanos (UEA).